# Tang Shengjie
Tang Shengjie (Chinês: 唐胜杰; dezembro de 1989) é um piloto chinês selecionado como parte do programa Shenzhou. Ele se alistou no Exército de Libertação Popular (PLA) em setembro de 2008.

## Biografia
Tang nasceu em Dingxi, Gansu, noroeste da China, em dezembro de 1989. Desde a infância, Tang se dedicava às atividades necessárias para se tornar um taikonauta. Ele se formou na Universidade de Aviação da Força Aérea em 2012. Ele é um taikonauta de nível 4 no Exército de Libertação Popular e é um piloto de primeira classe da Força Aérea PLA. Ele já serviu como capitão de um esquadrão de uma certa brigada do corpo de Aviação da Força Aérea e, portanto, foi selecionado na PLAAF. Durante este tempo, ele voou em seis aeronaves diferentes e foi promovido ao posto de tenente-coronel na PLAAF.
Em setembro de 2020, ele foi selecionado, como engenheiro de voo, no terceiro grupo de taikonautas. Ele passou por um intenso treinamento, como treino subaquático para EVAs, realizado com sucesso. Tang aprecia fotografia. Dois anos depois, em junho de 2022, foi selecionado como tripulante para a Shenzhou 17, como operador. Ele voou para Estação Espacial Tiangong no dia 26 de outubro de 2023 e atracou mais tarde no mesmo dia. Em 2023, Tang Shengjie foi o taikonauta mais jovem em órbita.